# Luchthaven Bole Internationaal
Bole International Airport (ICAO: HAAB, IATA: ADD, eerder: Haile Selassie International airport) is de nationale luchthaven van Ethiopië, gelegen op zo'n acht kilometer ten zuidoosten van het centrum van Addis Abeba. Het is de belangrijkste hub van Ethiopian Airlines. Ook wordt er op het vliegveld gevlogen door Lufthansa, Sudan Airways en KLM. Het heeft ook een van de grootste piloten opleidingen van Afrika.
In 2003 werd de nieuwe terminal geopend, een van de grootste op het continent. Ook werd toen de 3800 meter lange start- en landingsbaan afgemaakt. In 2004 maakten ongeveer 1,6 miljoen passagiers gebruik van de luchthaven.
Er zijn vier terminals waarvan de laatste, Terminal 4, in 2019 werd geopend. Terminal 1 is de oudste en de kleinste en wordt vooral gebruikt voor binnenlandse vluchten. Terminal 2 is voor internationale bestemmingen en heeft een capaciteit van vijf miljoen passagiers per jaar. Terminal 3 heeft een speciale functie voor klanten van Ethiopian Skylight Hotel en tot slot heeft Terminal 4 een capaciteit van 22 miljoen passagiers op jaarbasis. 